# Pobre Clara (1984)
Pobre Clara é uma telenovela argentina exibida pela Telefe em 1984.

## Elenco
- Alicia Bruzzo - Clara
- Germán Kraus - Cristian
- Hilda Bernard - Dona Mercedes
- Virginia Ameztoy - Tia Emilia
- Laura Bove - Selva
- Emilio Comte
- Marcela López Rey
- Nélida Romero